# Lajedinho
Lajedinho is een gemeente in de Braziliaanse deelstaat Bahia. De gemeente telt 4.468 inwoners (schatting 2009).